# Сальвадорское националистическое движение
Сальвадорское националистическое движение (исп. Movimiento Nacionalista Salvadoreño; MNS) — сальвадорская ультраправая антикоммунистическая организация 1979—1981. Объединяла агробизнесменов и юристов. Придерживалась неофашистской идеологии. Активно участвовала в гражданской войне, выступала против правящей реформистской хунты и марксистского повстанческого движения. Поддерживала Роберто д’Обюссона, сотрудничала с эскадронами смерти. Сыграла важную роль в формировании Национального широкого фронта и Националистического республиканского альянса.

## Организаторы
Крайне правая организация Сальвадорское националистическое движение была основана в мае 1979 года группой молодых землевладельцев, предпринимателей и юристов. Учредителями MNS являлись.
- Альфредо Мена Лагос — владелец кофейной плантации и рыболовецкой флотилии
- Рикардо Паредес — адвокат
- Армандо Кальдерон Соль — адвокат
- Эрнесто Панама Сандоваль — землевладелец, участник Футбольной войны
- Глория Мерседес Панама — землевладелица
- Франсиско Гуирола — землевладелец

Мена Лагос по факту был политическим лидером и главным организатором. Он поддерживал оперативные связи с генералом Хосе Альберто Медрано — лидером ультраправого крыла сальвадорской армии и с офицерами никарагуанской Национальной гвардии — противниками Сандинистской революции. Кальдерон Соль курировал юридическую сторону деятельности и контактировал с майором Роберто д’Обюссоном — командиром эскадрона смерти Союз белых воинов. Панама Сандоваль отвечал за пропаганду и вовлечение масс, а также за оперативные связи с сальвадорской Национальной гвардией. Кроме того, он был родственником Марио Сандоваля Аларкона — лидера гватемальской ультраправой партии MLN, видного деятеля ВАКЛ, в недавнем прошлом вице-президента Гватемалы. Паредес возглавлял идеологическое направление MNS.
Все они ранее принадлежали к организации консервативных аграриев FARO (Frente de Agricultores de la Región de Occidente) — Фермерский фронт Западного региона. Эта структура была создана для противодействия попыткам перераспределения сельскохозяйственных земель (такие планы вынашивал полковник Артуро Армандо Молина в годы своего президентства). Фактическим лидером FARO был крупный агробизнесмен, владелец элитной кофейной фермы Рикардо Вальдивьесо. Он также придерживался крайне правых взглядов и оказывал молодым создателям MNS своеобразное покровительство.

## Идеология
Свою враждебность аграрной реформе MNS обосновывало не только экономически (развал налаженного производства), но и идеологически — якобы «коммунистическим» характером этой идеи (хотя тот же президент Молина был непримиримым противником коммунизма). В этом проявлялся социальный интерес слоя «вспомогательных олигархов», «олигархии второго эшелона» — верхушки среднего класса.
Антикоммунизм являлся центральной установкой MNS, отпор коммунизму во всех его проявлениях объявлялась главной задачей. Члены организации приносили клятву беспощадной антикоммунистической борьбы. Символом MNS являлся чёрный стальной меч.
Позитивным идеалом движения были названы западные ценности. При этом понимание западных ценностей было весьма специфическим. MNS откровенно исповедовало идеологию и эстетику неофашизма, практиковало соответствующие ритуалы. Альфредо Мена Лагос называл свои суда именами генералов вермахта. Члены MNS заинтересованно изучали историю национал-социализма, горячо одобряли стойкий антикоммунизм Гитлера и осуждали только геноцид евреев.
Конкретной задачей MNS ставилось подавление марксистского партизанского движения — FPL, ERP, с октября 1980 года — ФНОФМ. Понятно, что организация из шести человек — даже богатых и влиятельных — не имела такой самостоятельной возможности. Члены MNS старались подтолкнуть военных и правых политиков к консолидации и активной вооружённой борьбе с коммунистической угрозой. Со своей стороны они гарантировали финансовую поддержку (собственную и Рикардо Вальдивьесо), идеологические разработки, организационное участие и международные связи через Сандоваля Аларкона. При этом Рикардо Паредес подчёркивал, что речь идёт не о «справедливой» войне в традиционном понимании, а о тотальном уничтожении противника силами террористических боевых групп («эскадроны смерти») и массового крестьянского ополчения (ORDEN).

## Практика
15 октября 1979 в Сальвадоре произошёл государственный переворот. К власти пришла Революционная правительственная хунта. Политика хунты была далека от левого радикализма, но программа социальных реформ, особенно аграрной, вызвала жёсткое отвержение правых сил. Землевладельцы, предприниматели, военные, консерваторы, националисты, неофашисты считали хунту объективно прокоммунистической группой. MNS начало работать на свержение нового режима. Идеологию и стратегию антиправительственной и антикоммунистической борьбы активно вырабатывал Паредес.
Именно в этих условиях начинающейся гражданской войны MNS нашли, наконец, необходимого союзника из числа силовиков. Непримиримым врагом хунты стал Роберто д’Обюссон, в первые дни после переворота вынужденный уйти в подполье. Через своего ближайшего друга, соратника и агента Фернандо Сагреру майор д’Обюссон вышел на конспиративную связь с Альфредо Мена Лагосом. Медрано и Сандоваль Аларкон одобрили сотрудничество.

Так MNS встретило своего «седьмого члена». Д’Обюссон работал над объединением десятков разрозненных групп в массовое контрреволюционное движение. «Альфредо сказал, что есть майор, который хочет с нами поговорить», — вспоминает Паредес.

Идеология, стратегия и тактика Роберто д’Обюссона полностью совпадали с принципами MNS. Особенно тёплые отношения установились у майора с Кальдероном Солем, который стал его личным секретарём. Бизнесмены и юристы MNS привлекли финансовую и политическую помощь, ввели д’Обюссона в круг международного антикоммунизма. Д’Обюссон включил членов MNS в систему «эскадронов смерти»: они предоставляли свой частный транспорт для переброски боевиков и оружия, непосредственно участвовали в терактах (в наибольшей степени эта деятельность связывается с Панамой Сандовалем).
В конце 1979 года Роберто д’Обюссон и его сторонники создали Национальный широкий фронт (FAN) — крупное объединение ультраправых антикоммунистов Сальвадора. Представители MNS сыграли важную роль в выработке идеологической доктрины FAN, формировании его финансовой базы. Спустя два года FAN преобразовался в Националистический республиканский альянс (ARENA) — единую партию правых сил Сальвадора, претендующую на взятие власти.
Несмотря на свою немногочисленность, Сальвадорское националистическое движение оказалось сильным фактором сальвадорской политики на рубеже 1970—1980-х годов. Существует мнение, что роль MNS в учреждении ARENA была близка к ключевой. Даже если такая оценка преувеличена, значимость MNS как структуры правого лагеря сальвадорской гражданской войны несомненна.

## Судьбы
Армандо Кальдерон Соль в 1994—1999 был президентом Сальвадора. Позиционировался как носитель традиции майора д’Обюссона, продолжатель его политики.
Альфредо Мена Лагос длительное время состоял в ARENA, но с конца 2010-х фактически порвал с партией. Активно занимается агробизнесом. Резко осуждает политику прежних соратников. При этом напоминает о своей роли в политическом возвышении д’Обюссона и создании ARENA.
Рикардо Паредес остался активистом ARENA.
Эрнесто Панама Сандоваль в 1990-е состоял на дипломатической службе, являлся послом Сальвадора в Китайской Республике (Тайвань). В 2000-е пытался инициировать партийную реформу в ARENA, но не встретил поддержки и приостановил партийную деятельность. Известен как писатель, автор ряда художественных и историко-публицистических произведений.
Рикардо Вальдивьесо совмещал видные партийные посты в ARENA с крупным бизнесом, одно время занимал пост заместителя министра внутренних дел.